# Luchterduinen
Eneco Luchterduinen is een offshore windmolenpark in de Noordzee, 23 kilometer uit de kust bij Noordwijk aan Zee ten zuiden van het Prinses Amaliawindpark en ten zuidwesten van windmolenpark NoordzeeWind. Het park is ontwikkeld door Eneco en is sinds september 2015 volledig in bedrijf. Het park levert energie aan de Nederlandse Spoorwegen voor een equivalent van circa 135.000 huishoudens.
Het park had de werknaam Q10. Op 15 mei 2012 werd uit 150 inzendingen de naam Luchterduinen gekozen. De naam verwijst naar de duinen tussen Noordwijk en Zandvoort, waar ooit eens huis ter Lucht lag.

## Techniek
Het park bestaat uit 43 Vestas 137 meter hoge V112 (3 MW) windturbines met een totaal vermogen van 129 MW. Van Oord, wereldwijd actief als waterbouwkundige aannemer, nam de fundaties en de elektrische infrastructuur, inclusief het offshore transformatorstation, voor zijn rekening. Verder leverde Van Oord het schip dat de 43 windmolens plaatste. Eneco-dochter Joulz werd geselecteerd voor de aanleg van de elektriciteitskabel van het strand naar het hoogspanningsstation, acht kilometer verder landinwaarts. Het windpark is aangesloten op het landelijke hoogspanningsnet via het 150 kV schakel- en transformatorstation bij Sassenheim. Het park heeft een oppervlakte van zo'n 16 vierkante kilometer.

## Financiering
Eneco kreeg in 2011 een subsidiebeschikking van maximaal 989 miljoen euro voor de exploitatie van dit windpark welke over een periode van vijftien jaar wordt uitgekeerd. Het genoemde bedrag is een maximum, afhankelijk van de toekomstige productie en elektriciteitsprijs. Een andere voorwaarde is dat in het windpark innovatieve technieken worden gedemonstreerd die de hoge kostprijs van wind op zee verlagen.
Halverwege 2012 maakte Eneco bekend een investeringspartner te zoeken om de risico’s te spreiden. In januari 2013 sloot Eneco een overeenkomst met het Japanse Mitsubishi Corporation voor een investering in het offshore windpark. MC krijgt volgens de bestaande afspraken een belang van 50% in Eneco Luchterduinen.
De bedrijven zijn ook een langetermijn-overeenkomst aangegaan en willen samenwerken op het gebied van offshore windenergie in Europa.

## Productie
Na een testfase van 240 uur is op 28 mei 2015 de eerste groene stroom aan de Nederlandse Spoorwegen geleverd. De bouw van het park was toen nog niet af en de eerste stroomlevering viel samen met de plaatsing van de 31e turbine door het installatieschip Aeolus van Van Oord. Het windpark werd op 21 september 2015 officieel geopend. Het was op dat moment het derde en grootste windenergiepark voor de Nederlandse kust, een record dat een jaar later werd gebroken door de twee parken van Gemini ten noorden van de Waddenzee.